# Erik Skjoldbjærg
Erik Skjoldbjærg (Tromsø, 14 de desembre de 1964) és un director i guionista noruec més conegut per co-escriure el guió i dirigir el film Insomnia i dirigir Prozac Nation.
La seva pel·lícula Pioneer va ser seleccionada per a ser projectada a la secció de presentació especial de l'edició del 2013 del Festival Internacional de Cinema de Toronto.

## Filmografia
Com a director
- Vinterveien (Near Winter, curtmetratge, 1993, també com a guionista)
- Close to Home (curtmetratge, 1994, també com a guionista)
- Spor (1996, també com a escriptor)
- Insomnia (1997, també com a guionista)
- Prozac Nation (2001)
- Skolen (sèrie de televisió, 2004)
- En folkefiende (obra original: Un enemic del poble (teatre), 2005, també com a guionista)
- Størst av alt (sèrie de televisió, 3 episodis, 2006)
- Nokas (2010)
- Pioneer (2013, també com a guionista)
- Pyromaniac (2016)

### Com a guinista
- Insomnia (1997). Reversionada el 2002 per Christopher Nolan)